# Arroyo de Gaspar
Der Arroyo de Gaspar ist ein Fluss in Uruguay.
Er entspringt auf dem Gebiet des Departamento Artigas einige Kilometer südöstlich von Colonia Palma. Von dort fließt er in südwestliche Richtung und mündet als rechtsseitiger Nebenfluss in den Arroyo Sarandí.